# Pimpinella huillensis
Pimpinella huillensis là một loài thực vật có hoa trong họ Hoa tán. Loài này được Welw. ex Engl. miêu tả khoa học đầu tiên năm 1892.